# Abbi Pulling
Abbi Pulling (Gosberton, 21 maart 2003) is een Brits autocoureur. Tussen 2022 en 2024 maakte zij deel uit van de Alpine Academy, het opleidingsprogramma van het Formule 1-team van Alpine. In 2024 werd zij kampioen in de F1 Academy.

## Carrière
Pulling begon haar autosportcarrière in het karting in 2013 op negenjarige leeftijd. Zij nam voornamelijk deel aan kampioenschappen binnen het Verenigd Koninkrijk, waar zij in 2017 en 2018 de Super 1 National Junior TKM Championship won.
In 2018 maakte Pulling de overstap naar de auto's in het Ginetta Junior Championship, waarin zij in de eerte drie raceweekenden voor het team Total Control Racing reed. Een negende plaats in de seizoensopener op Brands Hatch was haar beste resultaat en zij eindigde met 62 punten op plaats 21 in het klassement. In 2019 stapte zij over naar de Ginetta GT5 Challenge, waarin zij reed bij het team Race Car Consultants. Twee zesde plaatsen in het laatste raceweekend op Donington Park waren haar beste klasseringen.
In 2020 debuteerde Pulling in het formuleracing, waarin zij in het Britse Formule 4-kampioenschap reed voor het team JHR Developments. Zij behaalde gedurende het seizoen vier podiumplaatsen: twee op Brands Hatch en een op zowel het Thruxton Circuit als het Croft Circuit. Met 191,5 punten werd zij zesde in het klassement. Aan het eind van het seizoen nam zij deel aan het raceweekend van de Eurocup Formule Renault 2.0 op het Autodromo Enzo e Dino Ferrari als gastcoureur bij het team FA Racing, waar zij de races als vijftiende en zestiende finishte.
In 2021 bleef Pulling actief in de Britse Formule 4 bij JHR. Zij behaalde opnieuw twee podiumplaatsen op Brands Hatch en voegde hier op Thruxton nog een aan toe. Vanwege geldproblemen kon zij het seizoen echter niet afmaken en miste zij de laatste vier raceweekenden. Met 97 punten werd zij veertiende in het klassement. Daarnaast fungeerde zij dat jaar als een van de reservecoureurs van de W Series. Tijdens haar thuisrace op Silverstone maakte zij haar racedebuut in de klasse en scoorde zij direct vier punten met een achtste plaats. Ook mocht zij deelnemen aan de races op het Circuit Zandvoort en het Circuit of the Americas. Vooral in het laatste weekend wist zij te verrassen met een pole position in de eerste race en een podiumplaats in de tweede race. Alhoewel ze slechts de helft van de raes had gereden, werd zij met 40 punten zij zevende in de eindstand.
In 2022 reed Pulling een volledig seizoen in de W Series bij het team Racing X. Tevens werd zij opgenomen in de Alpine Academy als gelieerd coureur. Zij behaalde tijdens het seizoen twee podiumplaatsen op het Circuit de Barcelona-Catalunya en Silverstone. Met 73 punten werd zij achter Jamie Chadwick, Beitske Visser en Alice Powell vierde in het kampioenschap.
In 2023 stapte Pulling over naar de F1 Academy, een nieuwe klasse voor vrouwen die door de Formule 1 wordt georganiseerd, waarin zij voor Rodin Carlin reed. Ook werd zij een volwaardig lid van de Alpine Academy. Zij stond zeven keer op het podium: tweemaal op zowel Barcelona als het Autodromo Nazionale Monza en een keer op het Circuit Ricardo Tormo Valencia, het Circuit Paul Ricard en het Circuit of the Americas. Met 175 punten werd zij vijfde in het eindklassement.
In 2024 bleef Pulling rijden in de F1 Academy voor hetzelfde team, dat van naam veranderde naar Rodin Motorsport. Zij kende een dominant seizoen waarin zij in alle veertien races op het podium eindigde en negenmaal wist te winnen. Met 338 punten werd zij gekroond tot kampioen in de klasse. Ook keerde zij terug in de Britse Formule 4 bij hetzelfde team. Zij won een race op Brands Hatch en stond ook op Thruxton en Zandvoort op het podium. Vanwege haar verplichtingen in de F1 Academy miste zij wel twee raceweekenden. Met 130 punten werd zij zevende in de eindstand.
In 2025 stapt Pulling over naar het GB3 Championship, waar zij haar samenwerking met Rodin voortzet. Vanwege haar winst in de F1 Academy wordt dit seizoen volledig vergoed. Wel verliet zij de Alpine Academy.